# Zampa d'oca
Per zampa d'oca (o, in latino, pes anserinus) s'intende l'inserzione dei muscoli sartorio, gracile e semitendinoso sulla porzione superiore della faccia antero-mediale della tibia, che assume appunto una forma che ricorda quella della zampa di un'oca.
Tutti e tre i muscoli, oltre a stabilizzare l'articolazione del ginocchio, flettono la gamba sulla coscia, grazie appunto alla loro inserzione comune sulla tibia, ed intraruotano la gamba.

## Patologia
Dal pes anserinus può dipendere il dolore e la debolezza cronica al ginocchio ("borsite di ansierina"). La borsite è una condizione in cui la parte mediale del ginocchio è infiammata. Se la borsa che sottende i tendini del muscolo sartorio, del gracile e del semitendinoso viene irritata dall'uso eccessivo o da una lesione, si può sviluppare questo disturbo. Si tratta di una patologia comune negli atleti.
Il tendine semitendinoso può essere utilizzato per la ricostruzione del legamento crociato anteriore.